# Лема Морса
Лема Морса — твердження, яке описує будову ростка гладкої дійсної функції у невиродженій критичній точці. Названа на честь видатного американського математика Марстона Морса.
| Нехай {\displaystyle f:\mathbb {R} ^{n}\to \mathbb {R} } — функція класу {\displaystyle \,C^{r+2}}, де {\displaystyle r\geq 1}, що має точку {\displaystyle 0\in \mathbb {R} ^{n}} своєю невиродженою критичною точкою, тобто в цій точці диференціал {\displaystyle {\frac {\partial f}{\partial x}}} овертається в нуль, а матриця Гессе {\displaystyle {\Bigl \|}{\frac {\partial ^{2}f}{\partial x^{2}}}{\Bigr \|}} відмінна від нуля. Тоді в деякому околі {\displaystyle U} точки {\displaystyle 0} існує така система {\displaystyle \,C^{r}}-гладких локальних координат (карта) {\displaystyle (x_{1},x_{2},\ldots ,x_{n})} з початком у точці {\displaystyle 0}, що для всіх {\displaystyle x\in U} має місце рівність {\displaystyle f(x)=f(0)-x_{1}^{2}-\dots -x_{k}^{2}+x_{k+1}^{2}+\dots +x_{n}^{2}}. |

При цьому число {\displaystyle k}, що визначається сигнатурою квадратичної частини ростка {\displaystyle f} в точці {\displaystyle 0}, є індексом Морса критичної точки {\displaystyle 0} функції {\displaystyle f}.
Доведення
Линійна частина функції {\displaystyle \,f(x)} в точці {\displaystyle 0} рівна нулю, а квадратична частина невирождена. Зробимо лінійну заміну змінних {\displaystyle (x_{1},\ldots ,x_{n})}, що зводить квадратичну частину до канонічного вигляду {\displaystyle x_{1}^{2}-\dots -x_{k}^{2}+x_{k+1}^{2}+\dots +x_{n}^{2}}.
Потім, двічі застосовуючи лему Адамара, представимо {\displaystyle \,f(x)} у вигляді
{\displaystyle f(x)=f(0)-x_{1}^{2}(1+h_{1}(x))-\dots -x_{k}^{2}(1+h_{k}(x))+x_{k+1}^{2}(1+h_{k+1}(x))+\dots +x_{n}^{2}(1+h_{n}(x))},
де всі {\displaystyle \,h_{i}(x)} — функциї класу {\displaystyle \,C^{r}}, що обертаються в нуль в точці {\displaystyle 0}. Заміна змінних {\displaystyle x_{i}\to x_{i}{\sqrt {1+h_{i}(x)}}}, що визначена у деякому околі точки {\displaystyle 0}, приводить {\displaystyle \,f(x)} до необхідної форми.

## Варіації та узагальнення
- Теорема Тужрона.

В околі критичної точки {\displaystyle 0} скінченної кратності {\displaystyle \mu } існує система координат, в якій гладка функція {\displaystyle f(x)} має вигляд многочлена {\displaystyle P_{\mu +1}(x)} ступеня {\displaystyle \mu +1} (як {\displaystyle P_{\mu +1}(x)} можна взяти многочлен Тейлора функції {\displaystyle f(x)} у точці {\displaystyle 0} у вихідних координатах). У разі невиродженої критичної точки кратність {\displaystyle \mu =1}, і теорема Тужрона перетворюється на лему Морса.
- Лема Морса з параметрами або лема про розщеплення особливості.

Нехай {\displaystyle f(x_{1},\ldots ,x_{n},y_{1},\ldots ,y_{m}):\mathbb {R} ^{n+m}\to \mathbb {R} } — гладка функція, що має початок координат {\displaystyle 0} своєю критичною точкою, невиродженою за змінними {\displaystyle x_{1},\ldots ,x_{n}}. Тоді в околі точки {\displaystyle 0} існують гладкі координати, в яких
{\displaystyle f(x,y)=\alpha _{1}x_{1}^{2}+\cdots +\alpha _{n}x_{n}^{2}\,+\,f_{0}(y_{1},\ldots ,y_{m}),\quad \alpha _{i}=\pm 1,}
де {\displaystyle \,f_{0}} — деяка гладка функція. 
Це твердження дозволяє звести дослідження особливості (критичної точки) функції від {\displaystyle n+m} змінних до дослідження особливості функції від меншого числа змінних (а саме, від числа змінних, рівного корангу гессіана вихідної функції).